# Przetoczenie krwi wynaczynionej śródoperacyjnie
Przetoczenie krwi wynaczynionej śródoperacyjnie, śródoperacyjna autotransfuzja, śródoperacyjne odzyskiwanie krwi – rodzaj autotransfuzji, w której przetaczana jest wynaczyniona śródoperacyjnie i odzyskana z pola operacyjnego własna krew chorego.

## Metoda
Metoda polega na aspiracji przez operatora wynaczynionej krwi z pola operacyjnego. Odzyskana krew po dodaniu antykoagulantu jest gromadzona w zbiorniku. Po uzyskaniu określonej objętości zebranej krwi jest ona odwirowywana, a następnie mieszana z solą fizjologiczną. Odwirowana krew jest gromadzona w kolejnym pojemniku i może zostać przetoczona choremu lub magazynowana w celu późniejszego wykorzystania.
Uzyskana krew charakteryzuje się wysokim hematokrytem wynoszącym około 50–60%, niską ilością wolnej hemoglobiny, bardzo małą ilością płytek krwi (trombocytów) i jest pozbawiona czynników krzepnięcia.

## Zastosowanie metody
Metoda znajduje zastosowanie w operacjach z przewidywaną dużą utratą krwi, szczególnie w zabiegach ortopedycznych, kardiochirurgicznych i chirurgii naczyniowej. Wykorzystuje się ją także u chorych z obecnymi przeciwciałami do antygenów krwinek czerwonych, u których nie można dobrać krwi zgodnej. Metoda śródoperacyjnego odzyskiwania krwi może być akceptowalnym postępowaniem u osób, które z przyczyn światopoglądowych nie wyrażają zgody na przetoczenie krwi.

## Przeciwwskazania
Metoda nie może być wykorzystana w przypadku braku jałowości pola operacyjnego oraz stosowania środków hemostatycznych celem hamowania krwawienia czy płukania pola operacyjnego środkami do stosowania miejscowego. Do przeciwwskazań należy również choroba nowotworowa oraz ryzyko zanieczyszczenia krwi wodami płodowymi podczas operacji ginekologicznych u kobiet ciężarnych (ryzyko zatoru płuc wodami płodowymi).

## Powikłania
Do powikłań śródoperacyjnej autotransfuzji należą:
- powikłania infekcyjne – są następstwem aspiracji niejałowej treści z pola operacyjnego,
- koagulopatia – odzyskana krew zawiera bardzo niewielkie ilości płytek krwi i jest pozbawiona osoczowych czynników krzepnięcia, w przypadku masywnej transfuzji konieczna jest podaż koncentratu krwinek płytkowych (KKP) oraz świeżo mrożonego osocza (FFP),
- zespół po śródoperacyjnej autotransfuzji – jest związany z aktywacją trombocytów oraz leukocytów, klinicznie może przebiegać jako zespół rozsianego wykrzepiania wewnątrznaczyniowego (DIC) oraz zespół ostrej niewydolności oddechowej (ARDS),
- zator płucny – związany z powstawaniem mikroagregatów płytek krwi i leukocytów, w celu zapobiegania stosuje się odpowiednie filtry eliminujące reinfuzję tych komórek,
- nefrotoksyczność, niewydolność nerek[4].